# Drużba (obwód rówieński)
Drużba (ukr. Дружба, hist. pol. Drancza Ruska) – wieś na Ukrainie, w obwodzie rówieńskim, w rejonie dubieńskim. W 2023 liczyła 858 mieszkańców.
Tak jak cały obecny obwód rówieński, wieś Drancza Ruska znajdowała się w granicach II RP, wchodząc w skład województwa wołyńskiego, powiat dubieński, gmina Radziwiłłów.